# Домохозяйка

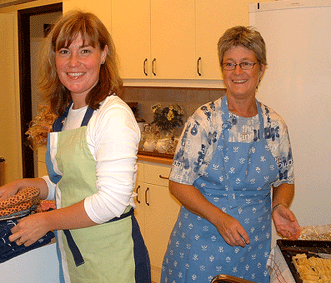
Работа по дому — важная часть обязанностей домохозяйки

Домохозя́йка, или дома́шняя хозя́йка — тоже, что домохозяин, но женского рода — домовладелица; глава семьи, распоряжающаяся порядком в доме; женщина, ведущая хозяйство своей семьи и не занятая на наёмной работе, находящаяся на материальном содержании у других членов семьи.
Домохозяйки выполняют домашнюю уборку, совершают покупки, готовят пищу, на них возлагают надзор и воспитание детей, слежение за чистотой одежды и подопечных.
Робин Лакофф (англ. Robin Lakoff) показала, что в языке статусное положение женщины определяется через её отношение с мужчиной. Поэтому в некоторых языках слово домохозяйка содержит слово жена (англ. housewife, швед. hemmafru). В русском языке домохозяин означает крестьянина, главу семьи и своего отдельного хозяйства. Утратившую мужа женщину обычно не называют домохозяйкой, а, в зависимости от обстоятельств, называют безработной, разведённой женщиной, вдовой или матерью-одиночкой. Для западной культуры такое подразделение совершенно естественно, поскольку категоризации в языке там производится по наиболее представительному (сюда включаются социальные предрассудки) прототипу, а для домохозяйки таковым является замужняя женщина.

## История
Вместе с началом активной урбанизации и индустриализации производящий и домашний труд начали разделяться. Как правило мужчины начинали работать на рабочих местах вне дома и получать зарплату, в то время как женщины занимались не оплачиваемой работой по дому. К домохозяйкам часто причисляли замужних женщин, работающих на частичной занятости, таким образом общее число домохозяек как правило завышено. При этом в обществе в целом женщина-домохозяйка играла центральную роль в воспитании детей, заботе о больных и стариках.
Начиная с 1960-х годов количество домохозяек в развитых странах начинает снижаться, женщины начинают устраиваться на оплачиваемые должности в сферах образования, медицины и социального обеспечения. Одной из причин этого явления следует считать возросшую потребность в рабочей силе именно в этих областях. Переход к оплачиваемой работе женщинами был подстегнут рядом реформ, в частности появлением доступных детских садов и отказом от посемейного налогообложения.
В то же время статус «домохозяйки» становится маркером низкого социального статуса. Так в 1963 году Бетти Фридан в своей книге «Загадка женственности» (англ. The_Feminine_Mystique) высказала идею, что быть домохозяйкой и посвятить себя семье, худшее, что может случиться с современной женщиной. Совету, который она дала, «найти себя», последовали многие женщины (в частности, верхний средний класс, белые домохозяйки).

## СССР
По некоторым оценкам в 1926 году численность домохозяек в СССР составляла до 1/5 от городского населения. При этом при планировании социалистического города предполагалось исключить женщин из коэффициента семейности (оставив иждивенцев по возрасту — стариков и детей), считая, что все они будут заняты на тех же предприятиях или в обслуживающем секторе, что и мужчины, таким образом существенно уменьшив расчетную численность будущего городского населения.
В начале 1960-х стало активно обсуждаться положение женщины в обществе, в ходе дискуссии победил взгляд на роль домохозяйки как в лучшем случае устаревшую, а в худшем — как на пережиток деревенского, крестьянского быта. В это же время в СССР были приняты законы, устанавливающие административную ответственность за тунеядство, однако под них не подпадали лица, занятые ведением домашнего хозяйства, уходом за детьми или больными членами семьи.

## Россия
Статус домохозяйки до сих пор используется как в законах РФ в связи с родом деятельности, так и при заполнении документов.